# Interzone (magazine)
Pour les articles homonymes, voir Interzone.
Interzone est un magazine de science-fiction et de fantasy britannique publié depuis 1982. C'est le plus vieux magazine de science-fiction britannique.

## Histoire
Interzone est d'abord réalisé de manière bénévole par huit participants : John Clute, Alan Dorey, Malcolm Edwards, Colin Greenland, Graham James, Roz Kaveney, Simon Ounsley et David Pringle. Selon Dorey, le groupe admirait le magazine New Worlds et voulait créer un New Worlds pour les années 1980, quelque chose qui ne publierait que de la grande fiction et qui pourrait servir de tremplin à de nouveaux auteurs. Bien que le magazine soit à la base un collectif, l'éditeur David Pringle devient rapidement la locomotive de ce dernier. Il sera éditeur en chef jusqu'au début de l'année 2004 (numéro 193).
En 1984 Interzone reçoit une généreuse subvention de Sir Clive Sinclair. Par la suite, le magazine est financar le Conseil des arts de Grande-Bretagne, le Yorkshire Arts, et le Greater London Arts Association.
Du printemps 1982 jusqu'à l'été 1988 (numéro 24), Interzone est publié quatre fois l'an. De septembre/octobre 1988 à mars/avril 1990 (numéro 34), le magazine paraît six fois par année. Par la suite, il devient un mensuel jusqu'en 2003, pour revenir à un tirage de six par année.
Au début de l'année 1984, Andy Cox achète Interzone et apporte certains changements de forme au magazine qui lui méritent d'être qualifié de « plus beau magazine de science-fiction sur le marché » par Gardner Dozois.